# Glenea neopomeriana
Glenea neopomeriana là một loài bọ cánh cứng trong họ Cerambycidae.